# アルベルト・セラーデス
アルベルト・セラーデス（Albert Celades López, 1975年9月29日 - ）は、スペイン・カタルーニャ州バルセロナ出身の元サッカー選手、現サッカー指導者。現役時代はスペイン代表で、ポジションはミッドフィールダー。
戦術理解力があり、守備意識の高いセンターハーフである。FCバルセロナとレアル・マドリードの両方でプレーしたことで知られる。スペイン代表としては1998 FIFAワールドカップに出場した。

## クラブ経歴
バルセロナに生まれたが、7歳の時に家族とともにバルセロナを離れてアンドラ公国に引っ越し、13歳までアンドラの地で暮らした。FCバルセロナの下部組織で育ち、1995-96シーズンにトップチームデビューすると、そのシーズンはトップチームで16試合に出場して2得点を挙げた。1996-97シーズンは常にFCバルセロナBでプレーしたが、1997年夏のUEFAスーパーカップではUEFAチャンピオンズリーグ王者のボルシア・ドルトムントとの2試合ともに先発出場し、2試合合計3-1で勝利してタイトルを獲得した。1997-98シーズンはルイ・ファン・ハール監督率いるトップチームでスイーパーとして起用され、36試合に出場して3年ぶりのリーグタイトル獲得に貢献した。1998-99シーズンはリーグ戦で2連覇を果たしたが、出場機会がめっきり減った。
1999年夏にセルタ・デ・ビーゴに移籍し、11月28日のレアル・マドリード戦(1-0)では決勝点を挙げた。2000年夏、そのレアル・マドリードに移籍し、4シーズンプレーした。準レギュラーとしてプレーし、2001-02シーズンにはUEFAチャンピオンズリーグで優勝した。2003-04シーズンはフランス・リーグ・アンのFCジロンダン・ボルドーにレンタル移籍した。2004年にレンタル期間を終えてレアル・マドリードに復帰し、序盤はセンターハーフとしてスタメン出場していたが、その後監督が2回も変わり、2005年1月にトーマス・グラベセンが加入するなどして出場機会が減っていった。しかし、層の薄かった右SBのミチェル・サルガドが長期離脱し、右サイドでのプレー経験があるセラーデスが右SBにコンバートされ、新しいポジションではあったがサルガドの穴を埋めてみせた。
2005年夏、レアル・サラゴサに移籍した。2005-06シーズンにはコパ・デル・レイで決勝に進出したが、RCDエスパニョールに1-4で敗れた。3シーズンの間比較的多く起用されたが、クラブは2007-08シーズン終了後にセグンダ・ディビシオン（2部）降格となり、セラーデスは契約満了により退団した。2008-09シーズン開幕時点で所属クラブが見つからなかったが、2009年2月にメジャーリーグサッカーのレッドブル・ニューヨークのトライアルを受け、3月にレッドブル・ニューヨークと契約した。10月23日には2009年シーズン終了後の現役引退を発表し、翌日のリーグ最終戦、トロントFC戦(5-0)に大勝して有終の美を飾った。
2010年初頭には香港の傑志に招待され、元スペイン代表のアグスティン・アランサバル(Agustín Aranzábal)とともにルーナー・ニューイヤー・カップという親善大会に出場したが、公式な契約はしていない。

## 代表経歴
1998年にスペイン代表デビューし、同年の1998 FIFAワールドカップに出場するメンバーに選ばれた。グループリーグのナイジェリア戦とパラグアイ戦に途中出場したが、スペイン代表はグループリーグ敗退に終わった。2000年に行われた2002 FIFAワールドカップ・ヨーロッパ予選・ボスニア・ヘルツェゴビナ戦(2-1)の途中出場が代表での最後の出場となった。

## 引退後
2013年にスペインU-16代表監督に就任、2014年からはスペインU-21代表監督を務めるなどスペイン代表の世代別代表監督を歴任。
また2014年からはレアル・マドリード時代の恩師であるビセンテ・デル・ボスケが率いるA代表のコーチも兼務。デル・ボスケの後任のフレン・ロペテギの下でもコーチを務め、「2018 FIFAワールドカップ」開幕直前に解任されたロペテギの後任としてレアル・マドリード時代の同僚のフェルナンド・イエロが就任するとアシスタントコーチを務めた。
2018年8月3日、ロペテギが就任した古巣レアル・マドリードのアシスタントコーチに招聘され、再びロペテギとタッグを組んだが、10月29日にロペテギが成績不振により解任されたため、退任。
2019年9月12日、解任されたマルセリーノ・ガルシア・トラルの後任としてバレンシアCFの監督に就任。しかし成績は振るわず、2020年6月29日に解任された。

## 代表歴

### 出場大会
- スペイン代表
  - 1998 FIFAワールドカップ

### 試合数
- 国際Aマッチ 4試合 0得点（1998年-2000年）[10]

| スペイン代表 | 国際Aマッチ | 国際Aマッチ |
| 年           | 出場        | 得点        |
| ------------ | ----------- | ----------- |
| 1998         | 3           | 0           |
| 1999         | 0           | 0           |
| 2000         | 1           | 0           |
| 通算         | 4           | 0           |

## 監督成績
2020年6月28日現在
| クラブ        | 就任          | 退任           | 記録 | 記録 | 記録 | 記録 | 記録 | 記録 | 記録 | 記録   |
| クラブ        | 就任          | 退任           | 試   | 勝   | 分   | 敗   | 得   | 失   | 差   | 勝率   |
| ------------- | ------------- | -------------- | ---- | ---- | ---- | ---- | ---- | ---- | ---- | ------ |
| スペイン U-16 | 2013年7月1日  | 2014年5月7日   | 2    | 1    | 0    | 1    | 3    | 4    | −1   | 050.00 |
| スペイン U-21 | 2014年5月7日  | 2018年7月18日  | 34   | 24   | 6    | 4    | 82   | 28   | +54  | 070.59 |
| スペイン U-17 | 2017年7月1日  | 2017年10月26日 | 4    | 3    | 1    | 0    | 8    | 2    | +6   | 075.00 |
| バレンシアCF  | 2019年9月11日 | 2020年6月29日  | 41   | 15   | 12   | 14   | 54   | 64   | −10  | 036.59 |
| 合計          | 合計          | 合計           | 81   | 43   | 19   | 19   | 147  | 98   | +49  | 053.09 |

## タイトル
- FCバルセロナ
  - プリメーラ・ディビシオン 1997-98, 1998-99
  - コパ・デル・レイ 1996-97, 1997-98
  - UEFAカップウィナーズカップ 1996-97
  - UEFAスーパーカップ 1997
  - スーペルコパ・デ・エスパーニャ 1996

- レアル・マドリード
  - プリメーラ・ディビシオン 2000-01, 2002-03
  - UEFAチャンピオンズリーグ 2001-02
  - インターコンチネンタルカップ 2002
  - UEFAスーパーカップ 2002
  - スーペルコパ・デ・エスパーニャ 2001, 2003